# John Joseph Mitchell

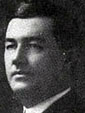
John Joseph Mitchell (1910)

John Joseph Mitchell (* 9. Mai 1873 in Marlborough, Massachusetts; † 13. September 1925) war ein US-amerikanischer Politiker. Zwischen 1910 und 1915 vertrat er zweimal den Bundesstaat Massachusetts im US-Repräsentantenhaus.

## Werdegang
John Mitchell besuchte die öffentlichen Schulen seiner Heimat und das Boston College. Nach einem anschließenden Jurastudium an der Albany Law School und seiner 1901 erfolgten Zulassung als Rechtsanwalt begann er in Marlborough in diesem Beruf zu arbeiten. Gleichzeitig schlug er als Mitglied der Demokratischen Partei eine politische Laufbahn ein. Zwischen 1903 und 1906 war er Abgeordneter im Repräsentantenhaus von Massachusetts; in den Jahren 1907 und 1908 gehörte er dem Staatssenat an.
Nach dem Tod des Abgeordneten Charles Q. Tirrell wurde Mitchell bei der fälligen Nachwahl für den vierten Sitz von Massachusetts als dessen Nachfolger in das US-Repräsentantenhaus in Washington, D.C. gewählt, wo er am 8. November 1910 sein neues Mandat antrat. Da er im Jahr 1910 nicht bestätigt wurde, konnte er bis zum 3. März 1911 nur die laufende Legislaturperiode im Kongress beenden. Nach dem Rücktritt des Abgeordneten John Wingate Weeks wurde Mitchell im 13. Wahlbezirk seines Staates erneut in den Kongress gewählt, wo er zwischen dem 15. April 1913 und dem 3. März 1915 fast eine komplette Legislaturperiode absolvieren konnte. Im Jahr 1914 wurde er erneut nicht wiedergewählt.
Während des Ersten Weltkriegs war Mitchell US Marshal für Massachusetts. Danach leitete er zwischen 1919 und 1921 die Steuerbehörde in diesem Staat. Anschließend praktizierte er als Anwalt in Boston.